# Thomas Flögel
Thomas Flögel (Viena, Austria, 7 de junio de 1971) es un exfutbolista y entrenador de Fútbol austriaco que se desempeñaba como centrocampista. Fue internacional con la selección de fútbol de Austria. Actualmente es entrenador del Kremser SC.

## Clubes

### Jugador
| Club             | País    | Año       | Partidos | Goles |
| Austria Viena    | Austria | 1990-1997 | 248      | 43    |
| Hearts FC        | Escocia | 1997-2002 | 137      | 10    |
| Austria Viena    | Austria | 2002-2004 | 53       | 2     |
| ASKO Pasching    | Austria | 2004-2005 | 24       | 0     |
| FC Admira Wacker | Austria | 2005-2006 | 25       | 1     |
| First Vienna FC  | Austria | 2006      | 3        | 0     |

### Entrenador
| Club                         | País    | Año       |
| ---------------------------- | ------- | --------- |
| USC Admira Landhaus          | Austria | 2012-2014 |
| SV Wienerberg (juveniles)    | Austria | 2014      |
| Floridsdorfer AC (juveniles) | Austria | 2015      |
| Floridsdorfer AC II          | Austria | 2015      |
| Floridsdorfer AC             | Austria | 2015-2016 |
| 1. FC Bisamberg              | Austria | 2016      |
| FC Stadlau (juveniles)       | Austria | 2016      |
| SKN St. Pölten (juveniles)   | Austria | 2016-2019 |
| SC Wiener Neustadt           | Austria | 2019-2020 |
| 1. FC Bisamberg              | Austria | 2020-2021 |
| FC Marchfeld                 | Austria | 2021      |
| 1. FC Bisamberg              | Austria | 2021-2023 |
| Kremser SC                   | Austria | 2023-     |

## Palmarés
Austria Viena
- Bundesliga: 1990-91, 1991-92, 1992-93, 2002-03
- Copa de Austria: 1990, 1992, 1994, 2003
- Supercopa de Austria: 1990, 1991, 1992, 1993

Hearts FC
- Copa de Escocia: 1998